# Liste des héritiers du trône de Suède
Pour les articles homonymes, voir Prince héritier, Kronprins, Kronprinsesse et Trône (homonymie).
Les titres francophones de « prince héritier » ou « princesse héritière de Suède » correspondent en Suède à ceux de kronprins pour les princes et kronprinsessa pour les princesses.

## Maison de Mecklembourg
Lorsque la ligne du tableau prend la couleur bleu fumée, cela signifie que l’héritier du trône ne porte pas le titre de prince héritier.
| Rang | Portrait                       | Héritier                                          | Période                         | Roi        | Maison                                                       |
| ---- | ------------------------------ | ------------------------------------------------- | ------------------------------- | ---------- | ------------------------------------------------------------ |
| 1    | Eric, prince héritier de Suède | Éric Né le 1365 — Mort le 26 juillet 1397 à Visby | 1365 — 24 février 1389 (24 ans) | Albert III | Maison de Mecklembourg (fils d'Albert III de Suède-Finlande) |

## Maison de Poméranie
Lorsque la ligne du tableau prend la couleur bleu fumée, cela signifie que l’héritier du trône ne porte pas le titre de prince héritier.
| Rang | Portrait                           | Héritier | Période                                                       | Roi            | Maison                                                                                                   |
| ---- | ---------------------------------- | --- | ------------------------------------------------------------- | -------------- | --- |
| 1    | [ 1 ]                              | Éric Né le 1382 au château de Rügenwalde (duché de Poméranie) — Mort le 3 mai 1459 à Rügenwalde (duché de Poméranie) | 24 février 1389 — 23 juillet 1396 (7 ans, 4 mois et 29 jours) | Marguerite Ire | Maison d'Estridsen Maison de Poméranie (fils adoptif de Marguerite Ire de Danemark, Norvège et de Suède) |
| —    | Bogislaw, prince héritier de Suède | Bogusław, duc de Poméranie Né le 1407 — Mort le 7 décembre 1446                                                      | 1416 — 11 janvier 1436 (20 ans)                               | Éric XIII      | Maison de Poméranie (cousin germain d'Éric de Danemark, Norvège et de Suède)                             |

## Maison d'Oldenbourg
Lorsque la ligne du tableau prend la couleur bleu fumée, cela signifie que l’héritier du trône ne porte pas le titre de prince héritier.
| Rang | Portrait                            | Héritier | Période                                                   | Roi           | Maison                                                                      |
| ---- | ----------------------------------- | --- | --------------------------------------------------------- | ------------- | --------------------------------------------------------------------------- |
| 1    | Jean, prince héritier de Suède      | Jean Né le 2 février 1455 à Aalborg (union de Kalmar)— Mort le 20 février 1513 à Aalborg (union de Kalmar)                                                  | 19 janvier 1458 — 23 juin 1464 (6 ans, 5 mois et 4 jours) | Christian Ier | Maison d'Oldenbourg (fils de Christian Ier de Danemark, Norvège et de Suède |
| 2    | Christian, prince héritier de Suède | Christian Né le 1er juillet 1481 au château de Nyborg (union de Kalmar) — Mort le 25 janvier 1559 au château Kalundborg (royaume de Danemark et de Norvège) | 19 mai 1499 — 1er août 1501 (2 ans, 2 mois et 13 jours)   | Jean II       | Maison d'Oldenbourg (fils de Jean de Danemark, Norvège et de Suède)         |
| 3    | Jean, prince héritier de Norvège    | Jean Né le 21 février 1518 à Copenhague (union de Kalmar) — Mort le 11 août 1532 à Ratisbonne (Bavière)                                                     | 1er novembre 1520 — 23 août 1521 (9 mois et 22 jours)     | Christian II  | Maison d'Oldenbourg (fils de Christian II de Danemark, Norvège et de Suède) |

## Dynastie Vasa
Lorsque la ligne du tableau prend la couleur bleu fumée, cela signifie que l’héritier du trône ne porte pas le titre de prince héritier.
| Rang | Portrait                                     | Héritier | Période                                                           | Roi                      | Maison                                                                         |
| ---- | -------------------------------------------- | --- | ----------------------------------------------------------------- | ------------------------ | ------------------------------------------------------------------------------ |
| 1    | Éric, prince héritier de Suède               | Éric Né le 13 décembre 1533 au palais royal de Stockholm — Mort le 26 février 1577 au château d'Örbyhus                                                             | 13 janvier 1544 — 29 septembre 1560, (16 ans, 8 mois et 16 jours) | Gustave Ier              | Dynastie Vasa (fils de Gustave Ier de Suède-Finlande)                          |
| —    | Jean, prince héritier de Suède               | Jean, duc de Finlande Né le 20 décembre 1537 au château de Stegeborg — Mort le 15 novembre 1592 au palais royal de Stockholm                                        | 29 septembre 1560 — 28 janvier 1568 (7 ans, 3 mois et 30 jours)   | Éric XIV                 | Dynastie Vasa (frêre d'Éric XIV de Suède-Finlande)                             |
| 2    | Gustave, prince héritier de Suède            | Gustave Né le 28 janvier 1568 au palais royal de Stockholm — Mort le 22 février 1607 à Kachine (tsarat de Russie)                                                   | 28 janvier 1568 — 29 septembre 1568 (8 mois et 1 jour)            | Éric XIV                 | Dynastie Vasa (fils de Éric XIV de Suède-Finlande)                             |
| 3    | Sigismond, prince héritier de Suède          | Sigismond Né le 20 juin 1566 au château de Gripsholm — Mort le 19 avril 1632 à Varsovie (république des Deux Nations)                                               | 31 janvier 1569 — 17 novembre 1592 (23 ans, 9 mois et 17 jours)   | Jean III                 | Dynastie Vasa (fils de Jean III de Suède-Finlande)                             |
| —    | Jean, prince héritier de Suède               | Jean, duc d’Östergötland Né le 18 avril 1589 au château d'Uppsala — Mort le 5 mars 1618 au château de Bråborg                                                       | 17 novembre 1592 — 9 juin 1595 (2 ans, 6 mois et 23 jours)        | Sigismond III            | Dynastie Vasa (fils de Jean III de Suède-Finlande)                             |
| 4    | Ladislas, prince héritier de Suède           | Ladislas Né le 9 juin 1595 à Cracovie (république des Deux Nations) — Mort le 20 mai 1648 à Merecz (république des Deux Nations)                                    | 9 juin 1595 — 24 juillet 1599 (4 ans, 1 mois et 15 jours)         | Sigismond III            | Dynastie Vasa (fils de Sigismond III de Suède-Finlande et de Pologne)          |
| —    | Jean, prince héritier de Suède               | Jean, duc d’Östergötland Né le 18 avril 1589 au château d'Uppsala — Mort le 5 mars 1618 au château de Bråborg                                                       | 24 juillet 1599 — 22 mars 1604 (4 ans, 7 mois et 27 jours)        | Charles, régent de Suède | Dynastie Vasa (fils de Jean III de Suède-Finlande)                             |
| 5    | Gustave-Adolphe, prince héritier de Suède    | Gustave-Adolphe Né le 19 décembre 1594 à Stockholm (Suède) — Mort le 6 novembre 1632 Lützen (Allemagne)                                                             | 22 mars 1604 — 30 octobre 1611 (7 ans, 7 mois et 8 jours)         | Charles IX               | Dynastie Vasa (fils de Charles IX de Suède-Finlande)                           |
| —    | Charles-Philippe, prince héritier de Suède   | Charles-Philippe, Duc de Södermanland, Närke et Värmland Né le 22 avril 1601 au château de Narva (duché d'Estonie)— Mort le 22 janvier 1622 Narva (duché d'Estonie) | 30 octobre 1611 — 22 janvier 1622 (10 ans, 2 mois et 23 jours)    | Gustave-Adolphe          | Dynastie Vasa (frêre de Gustave II Adolphe de Suède-Finlande)                  |
| 6    | Christine Augusta, prince héritière de Suède | Christine Né le 16 octobre 1623 à Stockholm (Suède) — Mort le 21 septembre 1624 à Stockholm (Suède)                                                                 | 16 octobre 1623 — 21 septembre 1624 (11 mois et 5 jours)          | Gustave-Adolphe          | Dynastie Vasa (fille de Gustave II Adolphe de Suède-Finlande)                  |
| 7    | Christine, prince héritière de Suède         | Christine Né le 18 décembre 1626 à Stockholm (Suède) — Mort le 19 avril 1689 à Rome (États pontificaux)                                                             | 18 décembre 1626 — 6 novembre 1632 (5 ans, 10 mois et 19 jours)   | Gustave-Adolphe          | Dynastie Vasa (fille de Gustave II Adolphe de Suède-Finlande)                  |
| 8    | Charles-Gustave, prince héritier de Suède    | Charles-Gustave Né le 8 novembre 1622 au château de Nyköping (Suède) — Mort le 13 février 1660 Göteborg (Suède)                                                     | 10 mars 1649 — 6 juin 1654 (5 ans, 2 mois et 27 jours)            | Christine                | Maison de Palatinat-Deux-Ponts (Cousin germain de Christine de Suède-Finlande) |

## Maison de Palatinat-Deux-Ponts
Lorsque la ligne du tableau prend la couleur bleu fumée, cela signifie que l’héritier du trône ne porte pas le titre de prince héritier.
| Rang | Portrait                          | Héritier | Période                                                        | Roi               | Maison                                                                    |
| ---- | --------------------------------- | --- | -------------------------------------------------------------- | ----------------- | ------------------------------------------------------------------------- |
| 1    | Charles, prince héritier de Suède | Charles Né le 24 novembre 1655 au palais royal de Stockholm — Mort le 5 avril 1697 au palais royal de Stockholm                 | 24 novembre 1655 — 13 février 1660 (4 ans, 2 mois et 20 jours) | Charles X Gustave | Maison Palatinat-Deux-Ponts (fils de Charles X Gustave de Suède-Finlande) |
| 2    | Charles, prince héritier de Suède | Charles Né le 17 juin 1682 au palais royal de Stockholm — Mort le 30 novembre 1718 à Halden (royaume de Danemark et de Norvège) | 17 juin 1682 — 5 avril 1697 (14 ans, 9 mois et 19 jours)       | Charles XI        | Maison Palatinat-Deux-Ponts (fils de Charles XI de Suède-Finlande)        |
| —    | Ulrique-Éléonore                  | Ulrique-Éléonore Né le 23 janvier 1688 au palais royal de Stockholm — Mort le 24 novembre 1741 à Stockholm                      | 2 novembre 1713 — 5 décembre 1718 (5 ans, 1 mois et 3 jours)   | Charles XII       | Maison Palatinat-Deux-Ponts (sœur de Charles XII de Suède-Finlande)       |

## Maison de Holstein-Gottorp
Lorsque la ligne du tableau prend la couleur bleu fumée, cela signifie que l’héritier du trône ne porte pas le titre de prince héritier.
| Rang | Portrait                                  | Héritier | Période                                                         | Roi                | Maison |
| ---- | ----------------------------------------- | --- | --------------------------------------------------------------- | ------------------ | --- |
| —    | Adolphe-Frédéric, Prince-évêque de Lübeck | Adolphe-Frédéric, prince-évêque de Lübeck Né le 14 mai 1710 à Gottorp — Mort le 12 février 1771 à Stockholm                  | 23 juin 1743 — 25 mars 1751 (7 ans, 9 mois et 2 jours)          | Frédéric Ier       | Maison de Holstein-Gottorp (fils de Christian-Auguste de Holstein-Gottorp)                                           |
| 1    | Gustave, prince héritier de Suède         | Gustave Né le 24 janvier 1746 à Stockholm — Mort le 29 mars 1792 à Stockholm                                                 | 25 mars 1751 — 12 février 1771 (19 ans, 10 mois et 18 jours)    | Adolphe-Frédéric   | Maison de Holstein-Gottorp (fils de Adolphe-Frédéric de Suède-Finlande)                                              |
| —    | Charles, prince de Suède                  | Charles, duc de Södermanland Né le 7 octobre 1748 à Stockholm — Mort le 5 février 1818 à Stockholm                           | 12 février 1771 — 1er novembre 1778 (7 ans, 8 mois et 20 jours) | Gustave III        | Maison de Holstein-Gottorp (fils d’Adolphe-Frédéric de Suède-Finlande)                                               |
| 2    | Gustave-Adolphe, prince héritier de Suède | Gustave-Adolphe Né le 1er novembre 1778 à Stockholm — Mort le 7 février 1837 à Saint-Gall (Suisse)                           | 1er novembre 1778 — 29 mars 1792 (13 ans, 4 mois et 28 jours)   | Gustave III        | Maison de Holstein-Gottorp (fils de Gustave III de Suède-Finlande)                                                   |
| —    | Charles, prince de Suède                  | Charles, duc de Södermanland Né le 7 octobre 1748 à Stockholm — Mort le 5 février 1818 à Stockholm                           | 1er novembre 1796 — 9 novembre 1799 (3 ans et 8 jours)          | Gustave IV Adolphe | Maison de Holstein-Gottorp (fils d’Adolphe-Frédéric de Suède-Finlande)                                               |
| 3    | Gustave, prince héritier de Suède         | Gustave Né le 9 novembre 1799 à Stockholm — Mort le 5 août 1877 à Pillnitz (royaume de Saxe)                                 | 9 novembre 1799 — 13 mars 1809 (9 ans, 4 mois et 4 jours)       | Gustave IV Adolphe | Maison de Holstein-Gottorp (fils de Gustave IV Adolphe de Suède-Finlande)                                            |
| 4    | Charles-Auguste, prince héritier de Suède | Charles-Auguste Né le 9 juillet 1768 au château d'Augustenborg (Danemark) — Mort le 28 mai 1810 près de Kvidinge (Suède)     | 7 janvier 1810 — 28 mai 1810 (4 mois et 21 jours)               | Charles XIII       | Maison Schleswig-Holstein-Sonderburg-Augustenburg Maison de Holstein-Gottorp (fils adoptif de Charles XIII de Suède) |
| 5    | Charles-Jean, prince héritier de Suède    | Charles-Jean, prince de Pontecorvo Né le 26 janvier 1763 à Pau (royaume de France) — Mort le 8 mars 1844 à Stockholm (Suède) | 5 novembre 1810 — 5 février 1818 (7 ans et 3 mois)              | Charles XIII       | Maison de Holstein-Gottorp Maison Bernadotte (fils adoptif de Charles XIII de Suède et de Norvège)                   |

Depuis l’installation de la dynastie des Bernadotte dans le royaume de Suède en 1818, plusieurs princes ont été les héritiers du trône.

## Maison Bernadotte
L’actuel héritier du trône est la princesse Victoria, duchesse de Västergötland, fille aînée du roi Charles XVI Gustave de Suède. Sa fille aînée Estelle, princesse de Suède et duchesse d’Östergötland, devrait devenir la nouvelle princesse héritière lorsque Victoria deviendra reine de Suède.
Lorsque la ligne du tableau prend la couleur bleu fumée, cela signifie que l’héritier du trône ne porte pas le titre de prince héritier.
| Rang | Portrait                                  | Héritier                                                                                                   | Période                                                           | Roi                 | Maison                                                              |
| ---- | ----------------------------------------- | --- | ----------------------------------------------------------------- | ------------------- | ------------------------------------------------------------------- |
| 1    | Joseph-François, prince héritier de Suède | Joseph-François Né le 4 juillet 1799 à Paris — Mort le 8 juillet 1859 à Stockholm                          | 5 février 1818 — 8 mars 1844 (26 ans, 1 mois et 3 jours)          | Charles XIV Jean    | Maison Bernadotte (fils de Charles XIV Jean de Suède et de Norvège) |
| 2    | Charles-Louis, prince héritier de Suède   | Charles-Louis Né le 3 mai 1826 à Stockholm — Mort le 18 septembre 1872 à Malmö                             | 8 mars 1844 — 8 juillet 1859 (15 ans et 4 mois)                   | Oscar Ier           | Maison Bernadotte (fils d’Oscar Ier de Suède et de Norvège)         |
| —    | Oscar-Frédéric, prince de Suède           | Oscar-Frédéric, duc d’Östergötland Né le 21 janvier 1829 à Stockholm — Mort le 8 décembre 1907 à Stockholm | 8 juillet 1859 — 18 septembre 1872 (13 ans, 2 mois et 10 jours)   | Charles XV          | Maison Bernadotte (fils d’Oscar Ier de Suède et de Norvège)         |
| 3    | Oscar-Gustave, prince héritier de Suède   | Oscar-Gustave Né le 16 juin 1858 à Drottningholm — Mort le 29 octobre 1950 à Drottningholm                 | 18 septembre 1872 — 8 décembre 1907 (35 ans, 2 mois et 20 jours)  | Oscar II            | Maison Bernadotte (fils d’Oscar II de Suède et de Norvège)          |
| 4    | Gustave-Adolphe, prince héritier de Suède | Gustave-Adolphe Né le 11 novembre 1882 à Stockholm — Mort le 15 septembre 1973 à Helsingborg               | 8 décembre 1907 — 29 octobre 1950 (42 ans, 10 mois et 21 jours)   | Gustave V           | Maison Bernadotte (fils de Gustave V de Suède)                      |
| 5    | Charles-Gustave, prince héritier de Suède | Charles-Gustave Né le 30 avril 1946 à Solna                                                                | 29 octobre 1950 — 15 septembre 1973 (22 ans, 10 mois et 17 jours) | Gustave VI Adolphe  | Maison Bernadotte (fils de Gustave-Adolphe de Suède)                |
| —    | Bertil, prince de Suède                   | Bertil, duc d’Halland Né le 28 février 1912 à Stockholm — Mort le 5 janvier 1997 à Stockholm               | 15 septembre 1973 — 13 mai 1979 (5 ans, 7 mois et 28 jours)       | Charles XVI Gustave | Maison Bernadotte (fils de Gustave VI Adolphe de Suède)             |
| 6    | Carl Philip, prince de Suède              | Carl Philip, duc de Värmland Né le 13 mai 1979 à Stockholm                                                 | 13 mai 1979 — 1er janvier 1980 (7 mois et 19 jours)               | Charles XVI Gustave | Maison Bernadotte (fils de Charles XVI Gustave de Suède)            |
| 7    | Victoria, princesse héritière de Suède    | Victoria, duchesse de Västergötland Née le 14 juillet 1977 à Stockholm                                     | Depuis le 1er janvier 1980 (45 ans, 2 mois et 13 jours)           | Charles XVI Gustave | Maison Bernadotte (fille de Charles XVI Gustave de Suède)           |